# Edmund Leach
Edmund Ronald Leach (7. listopadu 1910 – 6. ledna 1989) byl britský antropolog. Byl ovlivněn britským i francouzským strukturalismem. Podnikl terénní výzkumy v Iráku, Barmě a na Cejlonu. Mimo teoretické otázky zkoumal především politické, příbuzenské systémy, rituály a mýty.
Jeho stěžejní prací je monografie Political systems of highland Burma: A study of Kachin social structure (1954), která vznikla na základě výzkumu barmského kmene Kačinů. Leach došel k závěru, že etnikum není jedinečná specifická společnost s charakteristickou kulturou, ale došel k relativistickému závěru, že je produktem politických vztahů mezi lidmi a adaptace na přírodní prostředí. Na základě svého zkoumání příbuzenství tvrdil, že příbuzenství neurčuje chování jednotlivce, ale je flexibilním systémem adaptace na přírodní podmínky.
Působil King's College v Cambridge, kde studoval v letech 1966–1979. V roce 1972 se stal členem Britské akademie věd a v roce 1975 byl povýšen do rytířského stavu. Uvedl Clauda Lévi-Strausse do britské sociální antropologie.

## Publikace
- Seznam děl v Souborném katalogu ČR, jejichž autorem nebo tématem je Edmund Leach
- Political systems of highland Burma: A study of Kachin social structure (1954). Harvard University Press
- Rethinking Anthropology (1961). Robert Cunningham and Sons Ltd.
- Genesis as Myth and other essays (1969). Jonathan Cape.
- Culture and Communication (1976). Cambridge University Press.
- Social Anthropology (1982). Oxford University Press.